# Der Buschpilot
Der Buschpilot (Originaltitel: L’Africain) ist ein französischer Abenteuerfilm von Philippe de Broca aus dem Jahr 1983 mit Catherine Deneuve und Philippe Noiret in den Hauptrollen.

## Handlung
Charlotte arbeitet in Paris für ein Reiseunternehmen. Um einen geeigneten Ort für ein neues Reiseziel zu finden, reist sie zusammen mit ihrem Kollegen Paul Planchet in ein Dorf in Zentralafrika. Dort begegnet sie ihrem Ehemann Victor, mit dem sie seit längerer Zeit in Scheidung lebt. Victor hatte einst Frankreich verlassen, um sich in Afrika als Buschpilot und Naturschützer für den Erhalt der hiesigen Artenvielfalt einzusetzen. Nun soll er Charlotte und Paul zum Stamm der Pygmäen fliegen. Als Charlotte in ihrer Unterkunft einen toten Affenkopf auf ihrem Kopfkissen findet, glaubt sie, Victor habe sich damit einen schlechten Scherz erlaubt. Er schwört jedoch, es nicht gewesen zu sein. In der Folge geraten sie wiederholt aneinander, zumal Victor den Aufbau eines Ferienorts für Touristen entschieden ablehnt. Nachdem er Charlotte und Paul dennoch in den Busch geflogen und sie sich selbst überlassen hat, macht er sich Sorgen um seine Frau. Er geht daher zu einem Medizinmann und trinkt eine Mixtur, die ihn vorübergehend davon kuriert.
Als Victor jedoch erfährt, dass eine Bande von Elfenbeinschmugglern ebenfalls in die verbotene Zone der Pygmäen unterwegs ist, entschließt er sich, Charlotte und Paul zu retten. Diese bleiben derweil mit ihrem Auto in einem Flussbett stecken. Victor kann sie ausfindig machen und landet mit seinem Flugzeug auf der anderen Seite des Flusses. Er versucht, den Fluss zu durchqueren, kehrt jedoch um, als Krokodile sich ihm nähern. Der Anführer der Bande, Aristote Poulakis, hatte sich zunächst als hilfsbereiter Händler ausgegeben. Da Touristen seine Schmuggelgeschäfte empfindlich stören würden, will er Charlotte und Paul entführen. Charlotte kann ihm im Busch entkommen, sodass sich Poulakis mit Paul als Geisel begnügen muss.
Kurz darauf findet Victor Charlotte wieder; gemeinsam suchen sie nun nach Paul. Unterwegs landen sie im Territorium der Pygmäen, die die beiden wohlwollend empfangen, nachdem Charlotte einen kranken Pygmäen ärztlich versorgt hat und sich bemüht, die Sprache des Stammes zu lernen. Als sie ihre Suche fortsetzen, will Charlotte nicht länger ein Touristendorf bauen. Daraufhin gelingt es ihnen, Poulakis und seine Männer aufzuspüren. Sie befreien Paul und versuchen, mit einem Wasserflugzeug davonzufliegen. Um abheben zu können, werfen sie das im Flugzeug gelagerte Elfenbein über Bord. Zurück im Dorf verabschieden sich Victor und Charlotte voneinander. Während ihres Abenteuers sind sich zwar erneut nähergekommen, Charlotte kehrt dennoch mit Paul nach Paris zurück, während Victor in Afrika bleibt.

## Hintergrund
Der Buschpilot wurde am 2. März 1983 in Frankreich uraufgeführt, wo den Film rund 1,79 Millionen Zuschauer sahen. In Deutschland wurde er erstmals am 9. August 1986 im Fernsehen gezeigt. Im Jahr 2007 erschien er auf DVD.
Die französischen Kinostars Catherine Deneuve und Philippe Noiret standen mehrfach gemeinsam vor der Kamera. Neben Der Buschpilot spielten sie auch zusammen in Leben im Schloß (1965), Berühre nicht die weiße Frau (1973), Fort Saganne (1984), Hoffen wir, daß es ein Mädchen wird (1985) und Amnesty International – Schreiben gegen das Vergessen (1994).
Für den Buschpiloten Viktor wird im Film ein klassisches Buschflugzeug vom Typ DHC-2 Beaver mit dem Luftfahrzeugkennzeichen N5595N verwendet.

## Kritiken
Das Lexikon des internationalen Films beschreibt den Film als „[a]ctionreiche Liebesgeschichte mit komödiantischen Zügen“. Diese sei „vom französischen Kinoenthusiasten de Broca mit einer Spitzenbesetzung inszeniert“. Cinema zufolge habe „Komödien-Ass“ Philippe de Broca mit dieser Abenteuerromanze „Gespür für Timing, Pointen und flotte Action“ unter Beweis gestellt. Das Resümee der Filmzeitschrift: „Tolle Stars klopfen kräftig auf den Busch“.

## Deutsche Fassung
| Rolle             | Darsteller           | Synchronsprecher |
| ----------------- | -------------------- | ---------------- |
| Charlotte         | Catherine Deneuve    | Dagmar Heller    |
| Victor            | Philippe Noiret      | Wolfgang Hess    |
| Paul Planchet     | Jean-François Balmer | Eckart Dux       |
| Aristote Poulakis | Jean Benguigui       | Lambert Hamel    |